# Blocus de Saint-Domingue
Guerres napoléoniennes
Le blocus de Saint-Domingue est une campagne militaire navale qui a opposé le Royaume-Uni de Grande-Bretagne et d'Irlande aidé de rebelles haïtiens et le Consulat pendant les premiers mois de guerres napoléoniennes du 18 mai au 6 décembre 1803.

## Déroulement
Une série d'escadrons de la Royal Navy bloque les ports français du Cap-Français (Cap-Haïtien) et de Môle-Saint-Nicolas sur la côte nord de la colonie française de Saint-Domingue, future Haïti à la conclusion de la Révolution haïtienne le 1er janvier 1804. Durant l'été 1803, la guerre éclate entre les deux nations et Saint-Domingue est presque entièrement envahie par les forces haïtiennes rebelles commandées par Jean-Jacques Dessalines. Dans le nord, les forces françaises sont isolées dans les deux grands ports et des colonies plus petites.
Dès le début du conflit, le 18 mai 1803, la Royal Navy envoie un escadron de Jamaïque dans la région, avec un double but : il s'agit de couper la communication entre les avant-postes français, mais également de capturer ou de détruire les navires de guerre français basés dans la colonie. Le 28 juin, l'escadron rencontre un convoi français de Cayes voguant en direction de Môle-Saint-Nicolas, capture la Mignonne tandis que la Poursuivante s'échappe. Deux jours plus tard, une frégate française Créole naviguant seule est pourchassée et capturée dans les mêmes eaux. Le 24 juillet, une autre escadre britannique intercepte la principale escadre française de Cap-Français, qui tente de briser le blocus pour rejoindre la France. Les Britanniques, dirigés par le commodore John Loring, donnent la chasse, mais un navire français de ligne et une frégate s'échappent. Un autre navire de ligne est capturé après avoir essuyé des tirs de batteries côtières. Le reste de l'escadron est forcé de s'engager dans deux autres combats au cours de leur retour en Europe, mais finit par atteindre le port espagnol de La Corogne.
Le 3 novembre, la frégate HMS Blanche capture une goélette de ravitaillement près de Cap-Français et, à la fin du mois, la garnison affamée peut, en accord avec Dessalines, évacuer en toute sécurité à condition d'avoir quitté le port au 1er décembre. Loring refuse cependant cela. Le commandant français Donatien-Marie-Joseph de Rochambeau tergiverse jusqu'au dernier moment, mais est finalement forcé de se rendre au commandant britannique. Au Môle-Saint-Nicolas, le général Louis Marie Antoine de Noailles refuse de se rendre et parvient à rejoindre La Havane le 3 décembre, bien qu'il soit mortellement blessé dans le voyage. Les quelques villes françaises détenues à Saint-Domingue se rendent peu après et le1er janvier 1804, le pays indépendant d'Haïti voit le jour.